# Бардейов
 Тази статия е за града в Словакия.  За окръга вижте Бардейов (окръг).  
Бардейов (на словашки: Bardejov) е град в североизточна Словакия, административен център на окръг Бардейов в Прешовски край. Населението му е 30 579 души.
Разположен е на 323 m надморска височина в полите на Ниските Бескиди, на 32 km северно от Прешов и на 14 km южно от границата с Полша. Селището се споменава за пръв път през 1241 година, когато е част от Унгария, а през 1320 година получава градски права от крал Карой Роберт. През 1919 година става част от Чехословакия, а през 1993 година – от самостоятелна Словакия. Градът е известен със запазения исторически център и еврейски предградия, обявени за част от Световното наследство на ЮНЕСКО.